# Magdeburger Straßen/O

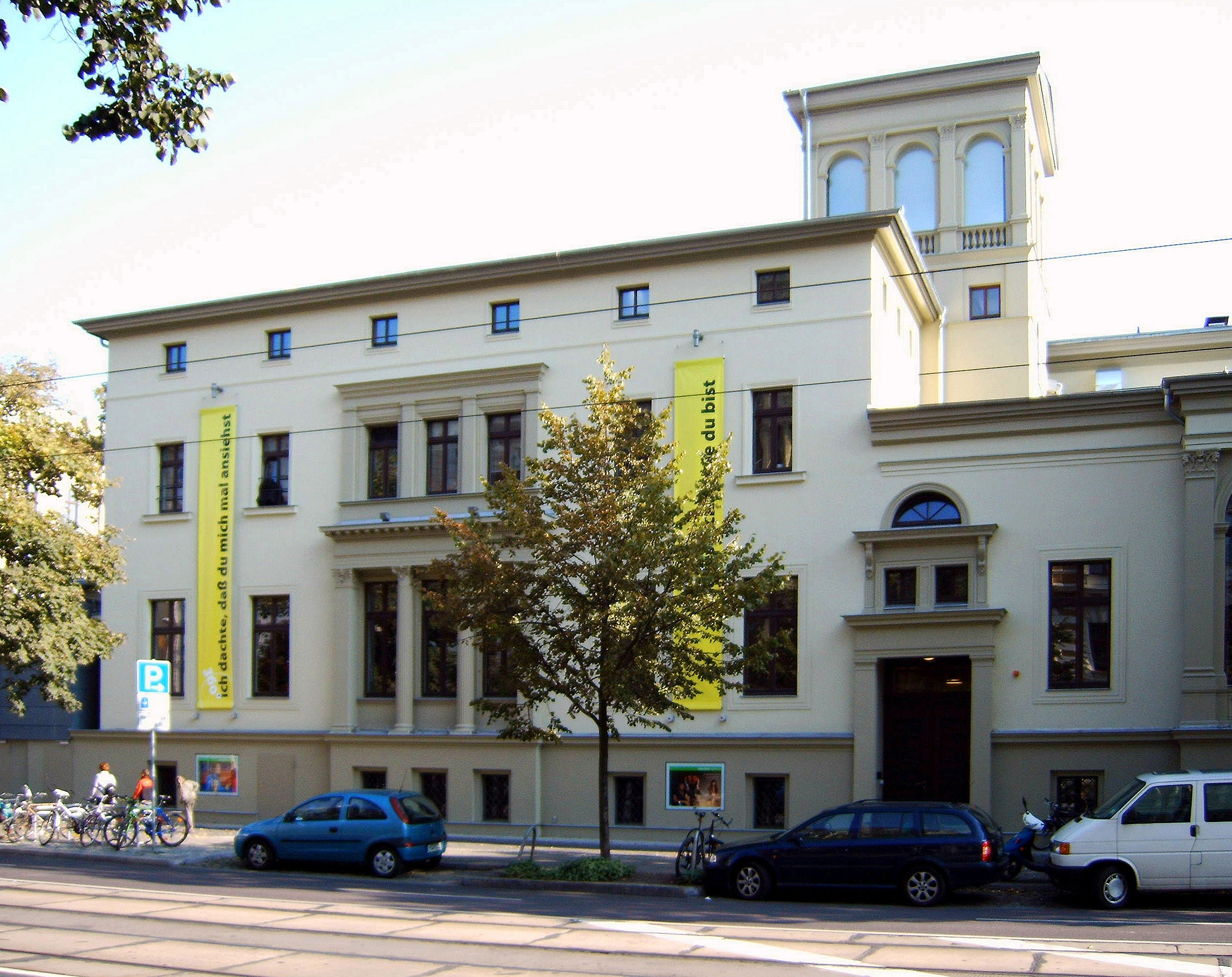
Schauspielhaus Magdeburg

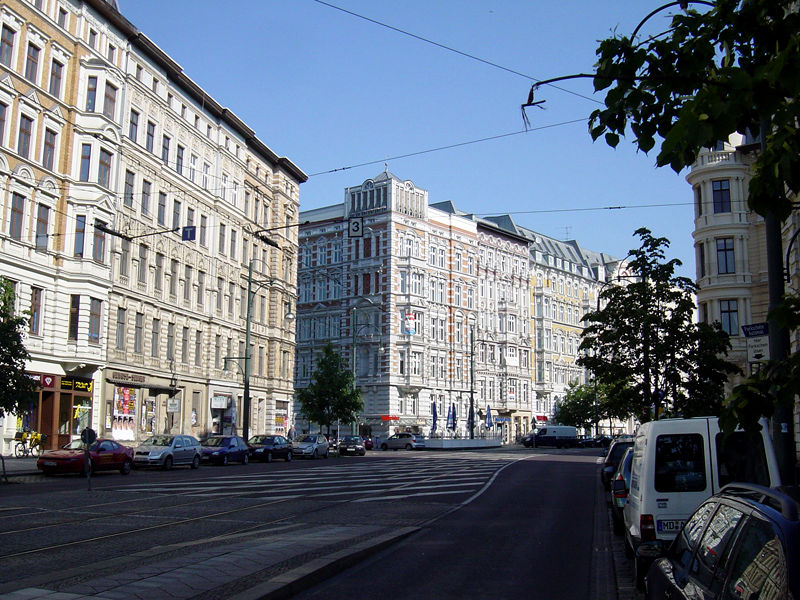
Otto-von-Guericke-Straße

Nachfolgend werden Bedeutungen und Umstände der Namengebung von Magdeburger Straßen und ihre Geschichte aufgezeigt. Aktuell gültige Straßenbezeichnungen sind in Fettschrift angegeben, nach Umbenennung oder Überbauung nicht mehr gültige Bezeichnungen in Kursivschrift. Soweit möglich werden auch bestehende oder ehemalige Institutionen, Denkmäler, besondere Bauten oder bekannte Bewohnerinnen und Bewohner aufgeführt.
Die Liste erhebt zunächst noch keinen Anspruch auf Vollständigkeit.
Obere Siedlung; Stadtteil Beyendorf-Sohlen; PLZ 39122
 ?
Oberer Hohenwarsleber Weg; Stadtteil Alt Olvenstedt; PLZ 39130
Der Weg führt in Richtung des nordwestlich von Olvenstedt gelegenen Dorfes Hohenwarsleben und erhielt so seine Bezeichnung. Die Bezeichnung Oberer dient zur Unterscheidung vom weiter nördlich in gleicher Richtung verlaufendem Unterem Hohenwarsleber Weg.
Oberer Sülzeweg; Stadtteil Alt Olvenstedt; PLZ 39130
Vormals: Edgar-Andre-Straße
Der Straßenname nimmt Bezug auf den etwas weiter nördlich fließenden Bach Große Sülze.
Oberhofer Straße; Stadtteil Westerhüsen; PLZ 39122
Die Straße wurde mit Beschluss des Stadtrates vom 13. September 2001 nach der Stadt Oberhof in Thüringen benannt. Auf einem ehemaligen LPG-Gelände sollte ein neues Wohngebiet entstehen, was die Benennung der neuen Straßen erforderlich machte. Die Bürgerinitiative Salbke/Westerhüsen schlug die Verwendung Thüringer Ortsnamen vor, da diese auch für Straßen der näheren Umgebung bereits Verwendung fanden. Die Arbeitsgruppe Straßennamen der Stadtverwaltung schlug den Namen Oberhof mit der Begründung vor, Oberhof habe als bekannter Thüringer Urlaubsort einen guten Ruf in der Magdeburger Bevölkerung. Der Stadtrat folgte dem Vorschlag.
Oberst-Förster-Weg; Stadtteil Werder; PLZ 39114
Später: Uferstieg
Heute: Großer Werder
Diese Straße war in der Zeit des Nationalsozialismus vermutlich nach dem deutschen General der Pioniere und Schöpfer des Westwalls Otto-Wilhelm Förster benannt. Der heutige Straßenverlauf des Großen Werder entspricht nur in etwa dem damaligen Verlauf. Der Oberst-Förster-Weg lag östlicher deutlich dichter am Ufer der Alten Elbe und stellte die direkte nördliche Verlängerung der Oststraße dar.
Obstgasse; Stadtteil Alt Olvenstedt; PLZ 39130
 ?
Ochtmersleber Weg; Stadtteil Diesdorf; PLZ 39110
Diese Straße wurde nach dem westlich von Magdeburg in der Magdeburger Börde gelegenen Dorf Ochtmersleben benannt.
Oebisfelder Straße; Stadtteile Rothensee und Gewerbegebiet Nord; PLZ 39126
Benannt wurde diese Straße nach dem östlich von Wolfsburg in Sachsen-Anhalt gelegenen Ort Oebisfelde.
Oelzeweg; Stadtteil Ottersleben; PLZ 39116
Benannt nach dem Maler Richard Oelze.
Die Benennung erfolgte durch den Stadtrat am 8. Juni 2000, war jedoch umstritten. Die Treuhandliegenschaftsgesellschaft mbH (TLG) wollte ein neues Wohngebiet mit 9 neuen Straßen erschließen. Die TLG schlug zur Benennung im Wesentlichen Magdeburger Künstler, so auch Richard Oelze vor. Hiergegen wandte sich die Bürgerinitiative „Bürger für Ottersleben“ e. V. Sie schlug alte Flurbezeichnungen und dörfliche Begriffe zur Benennung vor. Der Oelzeweg sollte danach „Zum Winterfeld“ heißen. Hierbei handelt es sich um eine alte Flurbezeichnung der näheren Umgebung. Die CDU-Ratsfraktion brachte einen entsprechenden Änderungsantrag in den Stadtrat ein. Zur Begründung hieß es, Benennungen nach Personen seien in dem Gebiet eher unüblich und es fehle eine Verbindung zu Ottersleben. Der Änderungsantrag fand im Kommunal- und Rechtsausschuss eine Mehrheit. Im Stadtrat wurde der Antrag jedoch abgelehnt, so dass die Straße nach Richard Oelze benannt wurde.
Offleber Straße; Stadtteil Stadtfeld West; PLZ 39110
Benannt nach dem südlich von Helmstedt in Niedersachsen gelegenen Dorf Offleben. Heute gehört Offleben zur Gemeinde Büddenstedt.
Ohrestraße; Stadtteil Neue Neustadt; PLZ 39124
Die Straße wurde nach dem in Niedersachsen entspringenden und durch Sachsen-Anhalt fließenden Fluss Ohre benannt.
Okerstraße; Stadtteile Reform und Lemsdorf; PLZ 39118
1938 benannt nach der Oker, einem linken Nebenfluss der Aller in Niedersachsen.
Oldenburger Straße; Stadtteil Neue Neustadt; PLZ 39124
Vormals: Werkstraße
Diese Straße wurde nach der kreisfreien Stadt Oldenburg (Oldenburg) in Niedersachsen benannt.
Olga-Privatweg; Stadtteil Diesdorf; PLZ 39110
Heute:?
 ?
Ollandstraße; Stadtteil Sudenburg; PLZ 39116
Heute: Wolframstraße
Ehemalige Ottersleber Siedlung Elisengrund, heute Teil der Goethesiedlung und zu Sudenburg gehörig.
Benennung wahrscheinlich nach der in Groß Ottersleben ansässigen Familie Olland.
Olvenstedter Chaussee; Stadtteile Stadtfeld Ost, Stadtfeld West, Neu Olvenstedt und Alt Olvenstedt; PLZ 39108, 39110 und 39130
Diese Straße führt als Verlängerung der Olvenstedter Straße von Magdeburg als Chaussee nach Olvenstedt und erhielt so ihren Namen.
Institutionen, Bauwerke, Denkmäler:
- Wohnanlage Goldschmidtring, erbaut 1929

Olvenstedter Graseweg; Stadtteile Neustädter Feld, Großer Silberberg und Neu Olvenstedt; PLZ 39128

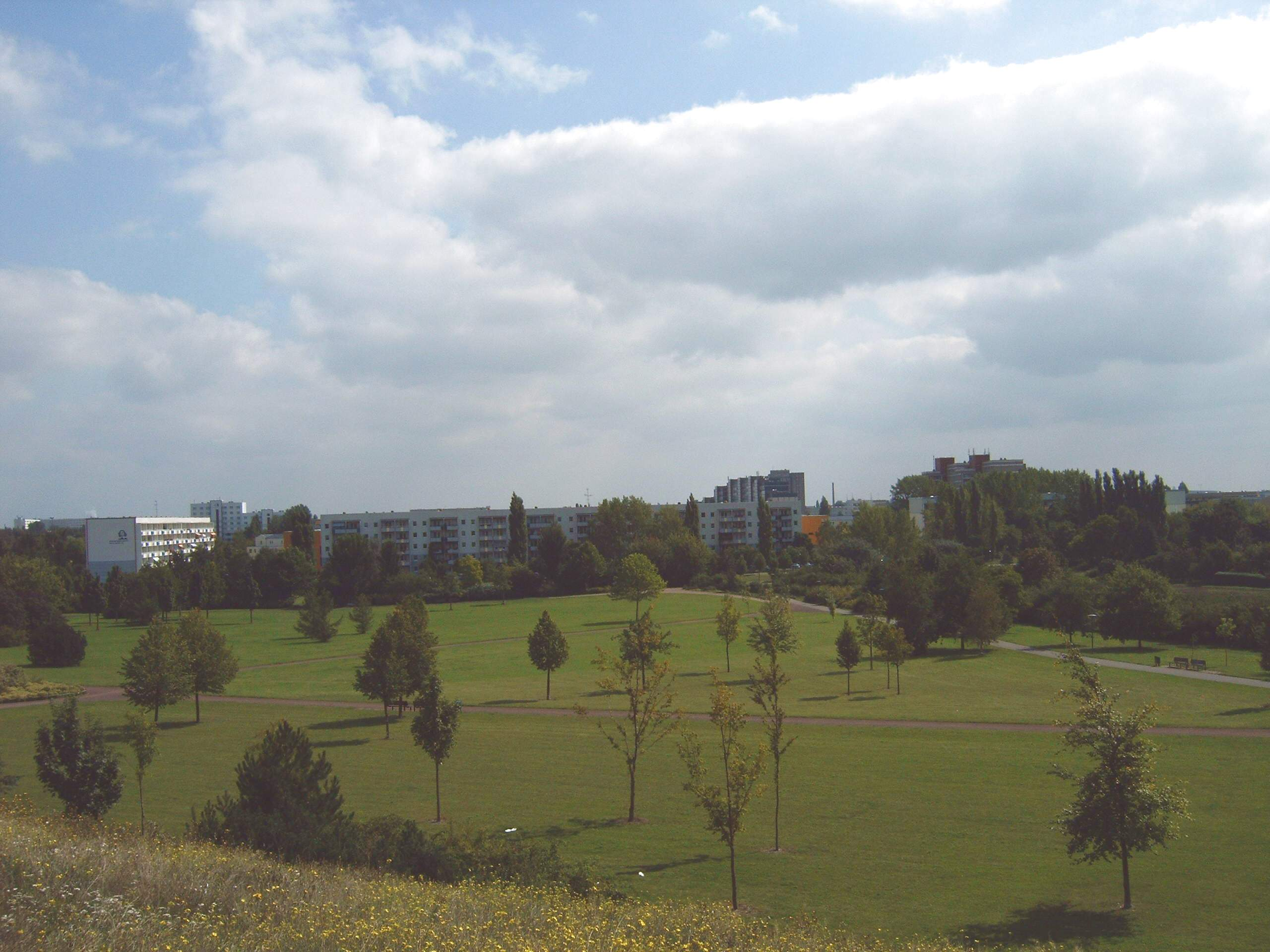
Blick auf den Florapark in Richtung Neustädter Feld

Vormals: Weltfriedenstraße
 ?
Institutionen, Bauwerke, Denkmäler:
- Haus Nr. 36, Albert-Einstein-Gymnasium, erbaut von 1994 bis 1996
- Flora-Park, Einkaufszentrum, erbaut 1993

Parks:
- Florapark, geschaffen von 1989 bis 1992

Olvenstedter Grund; Stadtteil Neu Olvenstedt; PLZ 39130
 ?
Olvenstedter Markt; Stadtteil Neu Olvenstedt; PLZ 39130
Bei diesem Platz handelt es sich um den zentralen Platz des in der DDR errichteten Neubaugebietes Neu-Olvenstedt. Bei der Namensgebung lehnte man sich daher an die historische Benennung solcher dem Handel dienender Plätze in Städten als Markt an.
Olvenstedter Platz; Stadtteil Stadtfeld Ost; PLZ 39108
An diesem Platz treffen sich Olvenstedter Straße und Olvenstedter Chaussee. Die Chaussee ging von hier aus zum nordwestlich gelegenen Dorf Olvenstedt, welches zwischenzeitlich eingemeindet wurde. So ergab sich die Benennung des Platzes.
Institutionen, Bauwerke, Denkmäler:
- Haus Nr. 7 - 8, Bogenhaus, Wohngebäude erbaut 1930

Olvenstedter Scheid; Stadtteil Neu Olvenstedt und Nordwest; PLZ 39130 und 39128
 ?
Olvenstedter Straße; Stadtteil Diesdorf; PLZ 39110
Heute:?
Diese Straße war nach dem nördlich von Diesdorf gelegenen Dorf Olvenstedt benannt.
Olvenstedter Straße; Stadtteil Stadtfeld Ost; PLZ 39108
Die Straße führte in Richtung des nordwestlich von Magdeburg gelegenen und zwischenzeitlich eingemeindeten Dorfes Olvenstedt und erhielt so ihre Bezeichnung.
Institutionen, Bauwerke, Denkmäler:
- Haus Nr. 1 - 2, Wilhelmahaus, Verwaltungsgebäude, ursprünglicher Sitz der Versicherung Wilhelma, später des Regierungspräsidiums Magdeburg, erbaut ab 1894

Ölweide; Stadtteil Brückfeld; PLZ 39114
Die Straße entstand auf dem ehemaligen Firmengelände des Unternehmens Vereinigte Ölfabriken Hubbe und Farenholtz, welches hier eine Ölmühle betrieb. Bezugnehmend auf diese Tradition wurde die Straße nach dem Pflanzengattung Ölweiden benannt, um so auf die Herstellung von Pflanzenöl hinzuweisen. Eine besondere Bedeutung der Ölweiden für die Ölherstellung besteht jedoch nicht. Der Name leitet sich von den ähnlich aussehenden Ölbäumen ab. Die Benennung als „Ölweide“ ist, abgesehen von der inhaltlichen Fragwürdigkeit, auch sonst etwas merkwürdig, da die Straße folglich exakt wie der Baum heißt, ohne den sonst üblichen Zusatz wie ...straße oder ...weg (also wie Linde statt Lindenstraße). Eine Weide auf der es Öl gab lässt der Name zwar vermuten, war aber hier nicht der Fall. Die benachbarte Straße An der Ölmühle nimmt konkreteren Bezug auf die ehemalige Ölmühle.
Oranienstraße; Stadtteil Altstadt; PLZ 39104
Heute: Danzstraße
An dieser Stelle befand sich die Bastion „Oranien“, die nach 1702 den Ravelin vor dem Sudenburger Tor ersetzte.
Orchideenweg; Stadtteil Barleber See; PLZ 39126
Benannt nach der Pflanzenfamilie der Orchideen.
Oschersleber Straße; Stadtteil Salbke; PLZ 39122
Diese Straße wurde nach der südwestlich von Magdeburg in Sachsen-Anhalt gelegenen Stadt Oschersleben benannt.
Osolfstraße; Stadtteil Alt Olvenstedt; PLZ 39130
Vormals: Mittagstraße (bis 1979)
Der Name Osolfstraße soll einen historischen Bezug herstellen. Es wird hier auf die ersten urkundlichen Erwähnungen des Ortes Olvenstedt Bezug genommen. Im 10. Jahrhundert wird Olvenstedt in Urkunden als Osolfstidi bezeichnet.
Der ursprüngliche Straßenname Mittagstraße wurde 1979 im Zuge der Eingemeindung Olvenstedts nach Magdeburg aufgegeben, da eine „Mittagstraße“ in Magdeburg bereits bestand und doppelte Namensgebungen in Magdeburg, anders als in anderen Großstädten, vermieden werden sollten.
Ostendorfer Straße; Stadtteil Alt Olvenstedt; PLZ 39130
Vormals: Karl-Marx-Straße (bis 1979)
Die Ostendorfer Straße wurde nach dem Ort Ostendorf benannt. Dieser wurde jedoch bereits im Mittelalter von seinen Bewohnern verlassen und so zur Wüstung. Ostendorf soll in dem Gebiet gelegen haben, durch das heute die Ostendorfer Straße führt. In Alt Olvenstedt tragen mehrere Straßen die Namen alter Wüstungen (Lebersdorfer und Wisninger Straße, Plachwitzer Weg).
Ursprünglich trug die Straße in der DDR den Namen Karl-Marx-Straße (siehe dort). 1979 wurde jedoch Olvenstedt nach Magdeburg eingemeindet. Da es in Magdeburg bereits eine Karl-Marx-Straße gab und in Magdeburg, anders als in anderen Großstädten, die doppelte Vergabe von Straßennamen vermieden wird, musste die Straße einen neuen Namen bekommen.
Osterburger Privatweg; Stadtteil Alte Neustadt; PLZ 39106
Diese Straße ist nach der nordwestlich von Stendal in Sachsen-Anhalt gelegenen Stadt Osterburg benannt.
Osterburger Straße; Stadtteil Alte Neustadt; PLZ 39106
Diese Straße wurde 1938 nach der nordwestlich von Stendal in Sachsen-Anhalt gelegenen Stadt Osterburg benannt.
Osterweddinger Chaussee; Stadtteile Ottersleben und Beyendorfer Grund; PLZ 39116
Die Straße führt als Chaussee aus Richtung Ottersleben zum südlich gelegenen Dorf Osterweddingen und trägt daher ihren Namen.
Osterweddinger Straße; Stadtteile Ottersleben; PLZ 39116
Heute: Am Eckhardtshof (südliches Teilstück) (seit dem 1. Juni 2006)
Die Straße führte aus Richtung Ottersleben zum südlich gelegenen Dorf Osterweddingen. Durch den Bau des Magdeburger Rings wurde sie unterbrochen und hat heute diese Verbindungsfunktion nicht mehr. Das südliche abgetrennte Teilstück wurde dann 2006 umbenannt.
Ostrowskistraße; Stadtteil Nordwest; PLZ 39128
Vormals: Plauthstraße
Diese Straße wurde nach dem sowjetischen Schriftsteller und Revolutionär Nikolai Alexejewitsch Ostrowski benannt.
Oststraße; Stadtteil Ottersleben; PLZ 39116
Heute: Katerstieg
Diese Straße dürfte ihren ursprünglichen Namen ihrer Lage östlich des Dorfes Ottersleben verdanken. Vermutlich im Zuge der Eingemeindung des Ortes nach Magdeburg wurde sie umbenannt, um Verwechslungen mit der in der Stadt bereits bestehenden gleichnamigen Straße zu vermeiden.
Oststraße; Stadtteil Werder; PLZ 39114
Die Straße liegt auf der Elbinsel Rotehorn. Der Name ergibt sich aus der Lage der Straße am Ostufer der Insel.
Bekannte Personen, die hier lebten:
- Hubert Materlik; Widerstandskämpfer gegen den Nationalsozialismus, wohnte zumindest um 1938/1939 in der Nummer 4.

Ostwaldstraße; Stadtteil Neue Neustadt; PLZ 39124
Benannt nach dem 1932 in Leipzig verstorbenen Chemiker und Nobelpreisträger Wilhelm Ostwald.
Othrichstraße; Stadtteil Neustädter Feld; PLZ 39128
Vormals: Walter-Husemann-Straße
Die Straße ist nach dem in Magdeburg wirkenden deutschen Theologen und Philosophen Ohtrich benannt.
Ottenbergstraße; Stadtteil Alte Neustadt; PLZ 39106
 ?
Bekannte Personen, die hier lebten:
- Franz Rudnitzki; deutscher Politiker, wohnte zumindest in der Zeit um 1950 in der Nummer 17.

Otternweg; Stadtteil Hopfengarten; PLZ 39120
Vormals: Warnsdorfer Straße
Wie mehrere Straßen in der näheren Nachbarschaft wurde auch diese Straße nach Säugetieren benannt, hier nach den Ottern, einer Unterfamilie der Marder.
Otterslebener Straße; Stadtteile Diesdorf; PLZ 39110
Heute:?
Diese Straße war nach dem südlich von Diesdorf gelegenen Ort Ottersleben benannt.
Ottersleber Chaussee; Stadtteile Hopfengarten und Beyendorfer Grund; PLZ 39120 und 39122
Diese Straße führt als Chaussee als Verlängerung der Ottersleber Straße von Salbke in Richtung Ottersleben und erhielt daher ihre Bezeichnung.
Institutionen, Bauwerke, Denkmäler:
- Haus Nr. 91, Flugplatz Magdeburg mit Verwaltungstrakt, erbaut 1936

Ottersleber Straße; Stadtteil Salbke; PLZ 39122
Diese Straße führt von Salbke in Richtung Ottersleben und erhielt daher ihre Bezeichnung.
Ottersleber Straße; Stadtteil Sudenburg; PLZ 39112
Heute: Bahrendorfer Straße (ab 1910)
Diese Straße führt von Sudenburg in Richtung Ottersleben und dürfte daher ihren Namen erhalten haben. Bei der Eingemeindung mehrere Orte nach Magdeburg im Jahr 1910 machte sich die Umbenennung erforderlich, da sonst noch eine weitere gleichnamige Straße im neuen Stadtgebiet bestanden hätte.
Ottersleber Weg; Stadtteile Diesdorf und Ottersleben; PLZ 39110 und 39116
Diese Straße führt in Richtung Ottersleben und erhielt daher ihre Bezeichnung.
Otto-Baer-Straße; Stadtteil Reform; PLZ 39118
Diese Straße wurde nach dem ehemaligen Oberbürgermeister Magdeburgs und SPD-Politiker Otto Baer benannt.
Otto-Grotewohl-Straße; Stadtteil Reform; PLZ 39118
Heute: Hermann-Hesse-Straße
In der Zeit der DDR war diese Straße nach dem Ministerpräsidenten der DDR Otto Grotewohl benannt. Nach der politischen Wende von 1989 wurde sie umbenannt, da dieser Name als belastet gewertet wurde.
Otto-Lehmann-Platz; Stadtteil Fermersleben; PLZ 39122
Heute: unbenannt
Die Benennung erinnerte an den Widerstandskämpfer gegen den Nationalsozialismus Otto Lehmann.
Otto-Lilienthal-Straße; Stadtteil Beyendorfer Grund; PLZ 39120
Diese Straße wurde, sicherlich wegen des benachbarten Flugplatzes, nach dem Luftfahrtpionier Otto Lilienthal benannt.
Otto-Nagel-Straße; Stadtteil Kannenstieg; PLZ 39128
Benannt nach dem Berliner Maler Otto Nagel.
Otto-Nuschke-Straße; Stadtteil Alte Neustadt; PLZ 39106
Heute: Kaiser-Otto-Ring
In der Zeit der DDR war diese Straße nach dem stellvertretenden Ministerpräsidenten der DDR und Vorsitzenden der CDU in der sowjetischen Besatzungszone Otto Nuschke benannt. Nach der politischen Wende von 1989 galt dieser Name als belastet. Daher erhielt die Straße wieder ihren alten Namen.

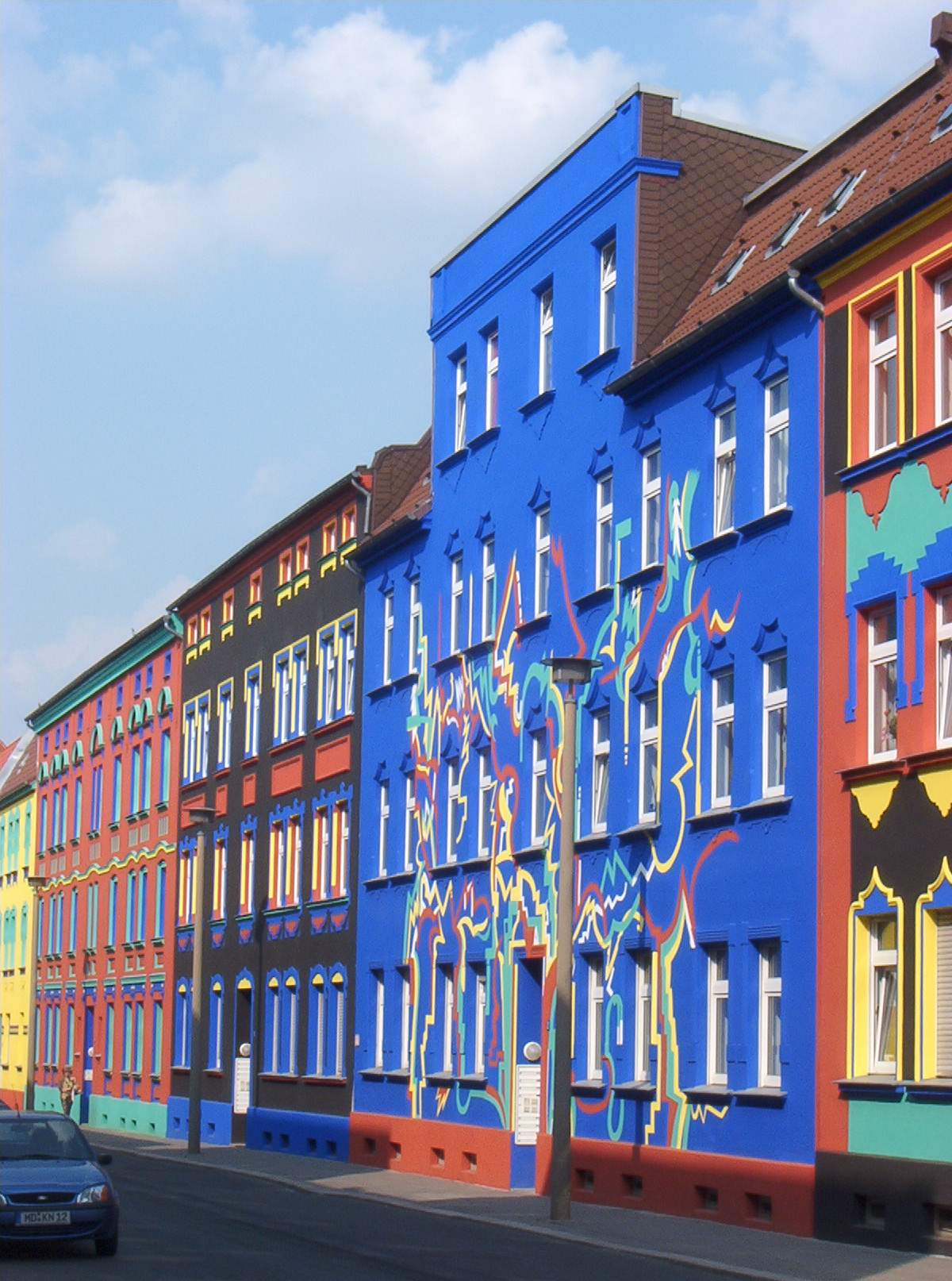
Otto-Richter-Straße, farbliche Gestaltung nach den Plänen Carl Krayls

Otto-Richter-Straße; Stadtteil Sudenburg; PLZ 39116
Vormals:
Westerhüser Straße (bis 1927)
Otto-Richter-Straße (bis 31. Oktober 1933)
Hildesheimer Straße
Die Straße ist nach dem Mitbegründer einer Magdeburger Wohnungsbaugenossenschaft und SPD-Kommunalpolitiker Otto Richter benannt. Nach seinem Tod 1927 wurde die Westerhüser Straße, die auf seine Initiative errichtete erste Genossenschaftssiedlung Magdeburgs, ihm zu Ehren in Otto-Richter-Straße umbenannt. In der Zeit des Nationalsozialismus wurde sie umbenannt, was jedoch nach 1945 wieder rückgängig gemacht wurde. Von der Straße gehen drei angedeutete Querstraßen ab, die jedoch nicht weiter geführt wurden. Im Adreßbuch von 1939 werden diese geplanten Straßen mit Straße A, Straße B und Straße C, beginnend von der Braunschweiger Straße in Richtung Sudenburger Wuhne, bezeichnet.
Institutionen, Bauwerke, Denkmäler:
- Baugenossenschaftliche Wohnsiedlung Otto-Richter-Straße, erbaut von 1904 bis 1916

Otto-von-Guericke-Straße; Stadtteil Altstadt; PLZ 39104
Vormals:
Französische Kasernenstraße
Kaiserstraße
Benannt nach dem Magdeburger Bürgermeister und Physiker Otto von Guericke. Diese Straße entstand 1876, als der Magistrat mit der Stadterweiterung die Kasernenstraßen sukzessive entfernte. Die Kasernenstraßen dienten der Unterbringung der Berufssoldaten und ihrer Familien. Gebaut von den Magdeburger Hausbesitzern, enthoben sich diese damit von der Pflicht zur mietfreien Aufnahme der Soldatenfamilien in ihre Häuser. In den letzten Jahren wurden in diese Hütten und Baracken die Stadtarmen eingewiesen.
Institutionen, Bauwerke, Denkmäler:
- Haus Nr. 4, Oberfinanzdirektion, Bürogebäude, erbaut von 1993 bis 1995, ausgezeichnet mit dem Architekturpreis des Landes Sachsen-Anhalt
- Haus Nr. 27/28, Bankhaus Vereins- und Westbank AG, erbaut von 1919 bis 1925
- Haus Nr. 64, Schauspielhaus Magdeburg, Theater, ehemalige Villa Klusemann, von 1907 bis 1945 Sitz der Harmonie-Gesellschaft, später Spielstätte der Freien Kammerspiele, erbaut ab 1873
- Haus Nr. 68 - 73, Kulturhistorisches Museum Magdeburg, erbaut von 1901 bis 1906, Erweiterung 1912
- Haus Nr. 87, Maritim Hotel Magdeburg, Hotelgebäude, erbaut 1993/1994

Bekannte Personen, die hier lebten:
- Hermann Danz; Widerstandskämpfer gegen den Nationalsozialismus, wohnte zumindest um 1938/1939 in der Nr. 11

ehemalige Institutionen, Denkmäler und Gebäude:
- Konsulat der Niederlande, befand sich zumindest noch 1938 in der Nr. 78.

Ottostraße; Stadtteil Westerhüsen; PLZ 39122
Heute: Flensburger Straße
 ?
Ottweiler Straße; Stadtteil Salbke; PLZ 39122
Diese Straße wurde nach der saarländischen Stadt Ottweiler benannt. Mit der Saarbrücker Straße trägt auch eine benachbarte Straße den Namen einer Stadt des Saarlandes.